# 溴酸钕
溴酸钕是一种无机化合物，化学式为Nd(BrO3)3。它在硫酸钕和溴酸钡的复分解反应中生成，从溶液中可以结晶出九水合物。
它的九水合物以P63mc空间群结晶，晶胞参数a=11.73 Å，c=6.76 Å。